# Condado de Luna (1598)

Escudo de la localidad de Luna, (Zaragoza), que dio nombre al Condado (aragonés) de Luna, y posteriormente al Ducado de Luna.

El condado de Luna es un título nobiliario español, creado el 18 de agosto de 1598, por el rey Felipe II de España, a favor de Francisco de Gurrea y Aragón, VI duque de Villahermosa, a cambio de su renuncia al condado de Ribagorza, que pasó definitivamente a la Corona en 1600 tras la Guerra de Ribagorza, un conflicto entre la Corona, los condes y los habitantes del condado.
Fue el IX y último conde de Ribagorza. También perdió el ducado de Villahermosa, por sentencia del Consejo Supremo de la Corona de Aragón, el 10 de diciembre de 1603, adjudicándolo a su sobrina María Luisa de Aragón y Pernstein.

## Denominación
Su denominación hace referencia a la localidad de Luna, en la provincia de Zaragoza, en la comarca de las Cinco Villas.

## Condes de Luna (Aragón)
|                        | Titular                                                    | Periodo                |
| Creación por Felipe II | Creación por Felipe II                                     | Creación por Felipe II |
| ---------------------- | ---------------------------------------------------------- | ---------------------- |
| I                      | Francisco de Gurrea y Aragón                               | 1598-1622              |
| II                     | Martín de Aragón y Alagón                                  | 1622-¿?                |
| III                    | Juana Luisa de Aragón y Alagón                             | ¿?-1652                |
| IV                     | Manuel de Gurrea Aragón y Borja                            | 1652-¿?                |
| V                      | Carlos de Aragón y Gurrea                                  | ¿?-1692                |
| VI                     | Josefa Cecilia de Aragón y Gurrea                          | 1692- ¿?               |
| VII                    | José Claudio de Aragón y Gurrea de Castro Pinós            | ¿?-1761                |
| VIII                   | Juan Pablo de Aragón-Azlor                                 | 1761-1790              |
| IX                     | Víctor Amadeo de Aragón-Azlor y Pignatelli de Aragón       | 1790-1792              |
| X                      | José Antonio de Aragón-Azlor y Pignatelli de Aragón        | 1792-1852              |
| XI                     | Marcelino Martín de Aragón de Azlor y Fernández de Córdoba | 1852-¿?                |
| XII                    | María del Carmen de Aragón Azlor e Idiáquez                |                        |
| XIII                   | Francisco Javier de Aragón-Azlor e Idiáquez                |                        |
| XIV                    | José Antonio Azlor de Aragón y Hurtado de Zaldívar         |                        |
| XV                     | María del Pilar Azlor de Aragón y Guillamas                | 1951-1997              |
| XVI                    | Álvaro de Urzáiz y Azlor de Aragón                         | 1997-actual titular    |

## Historia de los Condes de Luna (Aragón)
- Francisco de Gurrea y Aragón (1551-1622), I conde de Luna, VI duque de Villahermosa, IX ( y último )  conde de Ribagorza.

Casó con Leonor Zaporta, hija de Gabriel Zaporta, señor de Valmaña. Contrajo un segundo matrimonio con Luisa de Alagón y Luna, hermana de Gabriel Blasco de Alagón IV conde de Sástago y de Catalina Martínez de Luna, hija del I conde de Morata de Jalón. Le sucedió, de su segundo matrimonio, su hijo:
- Martín de Aragón y Alagón, II conde de Luna.

Sin descendientes. Le sucedió:
- Juana Luisa de Aragón y Alagón († en 1652), III condesa de Luna.

Casó con su sobrino Fernando Manuel de Aragón de Gurrea Borja, VIII duque de Villahermosa. Le sucedió su hijo:
- Manuel de Gurrea Aragón y Borja.

Casó con María Francisca de Borja y Aragón, VII principessa di Squillace, VII contessa di Simari (ambos títulos de Nápoles). Le sucedió:
- Carlos de Aragón y Gurrea (antes Carlos de Borja de Aragón de Gurrea y Alagón), (1634-1692), V conde de Luna, IX duque de Villahermosa, IX conde de Sástago, IX conde de Morata de Jalón, barón de Illueca, barón de Gotor.

Casó el 10 de agosto de 1656 en Madrid (Santa Cruz) con María Enríquez de Guzmán, hija de Luis Enríquez de Guzmán, IX conde de Alba de Liste, II conde de Villaflor.
- Josefa Cecilia de Aragón y Gurrea (antes Josefa Cecilia de Urriés y Gurrea de Aragón), VI condesa de Luna.

Casó con José Lorenzo de Aragón y Gurrea (antes Bardají, Bermúdez de Castro, Borja, Torrellas), III marqués de Cañizar, III marqués de San Felices de Aragón, III conde de Castellflorit. Le sucedió su hijo:
- José Claudio de Aragón y de Gurrea (1697-1761), VII conde de Luna, X duque de Villahermosa, VIII marqués de Navarrés, IV marqués de Cañizar, IV marqués de San Felices de Aragón, IV conde de Castellflorit. Soltero y sin descendientes, sucedió:

- Juan Pablo Azlor de Aragón (antes Juan Pablo de Azlor y Zapata de Calatayud), (Pedrola, 24 de enero de 1730-Madrid, 18 de septiembre de 1790), VIII conde de Luna, VI marqués de Cábrega,[2] VIII conde del Real,[3] XI duque de Villahermosa,[4] VI duque de Palata,[5] VI príncipe de Massalubrense,IV conde de Guara,  IX conde de Sinarcas, XVII vizconde de Chelva, XVII vizconde de Villanova,[2] caballero de la Orden del Toisón de Oro (1789), embajador, literato, miembro de la Real Academia Española y coleccionista.[6] Era hijo de Inés Zapata de Calatayud y Fernández de Híjar y de Juan José de Azlor y Urríes, III conde de Guara:[7]

Casó, el 1 de junio de 1769, con María Manuela Pignatelli de Aragón y Gonzaga, hija de Joaquín Atanasio Pignatelli de Aragón, V marqués de Mora, V marqués de Coscojuela de Fantova, XVI conde de Fuentes, VIII conde de Castillo de Centellas, y de María Luisa Gonzaga y Caracciolo, II duquesa de Solferino. Le sucedió su hijo:
- Víctor Amadeo Azlor de Aragón y Pignatelli (Turín, 1779-23 de enero de 1792), IX conde de Luna, VII marqués de Cábrega,[8] IX conde del Real,[3] XII duque de Villahermosa,[4] VII duque de Palata,[5] VII príncipe de Massalubrense, V conde de Guara y vizconde de Chelva.[8] Sin descendientes, le sucedió su hermano:

- José Antonio de Azlor de Aragón y Pignatelli de Aragón (Madrid, 21 de octubre de 1785-Madrid, 2 de mayo de 1852), X conde de Luna,[8] VIII marqués de Cábrega, X conde del Real,[3] XIII duque de Villahermosa,[4] VIII duque de Palata,[5] VII príncipe de Massalubrense, X conde de Luna, VI conde de Guara, X conde de Sinarcas, XVIII vizconde de Chelva, XVIII vizconde de Villanova,[8] I conde de Moita, en Portugal (1825), diplomático, maestrante de Zaragoza, caballero de la Orden del Toisón de Oro, Gran Cruz de la Orden de Carlos III y embajador en Portugal.[9]

Casó, el 14 de septiembre de 1814, con María del Carmen Fernández de Córdoba y Pacheco,  hija de Manuel Antonio Fernández de Córdoba y Pimentel, X marqués de Povar, IX marqués de Malpica, VIII marqués de Mancera, VIII conde de Gondomar y VII marqués de Montalbo, y de María del Carmen Pacheco y Téllez-Girón, V duquesa de Arión.
- Marcelino Azlor de Aragón y Fernández de Córdoba (7 de julio de 1815-14 de noviembre de 1888), XI conde de Luna[8] (intitulado XI conde-duque de Luna), VII conde de Guara,[8] y XIV duque de Villahermosa.[4].

Casó, en 1841, con su cuñada, María de Idiáquez Corral y Carvajal. Le sucedió su hija:
- María del Carmen de Aragón Azlor e Idiáquez (Madrid, 30 de diciembre de 1841-5 de septiembre de 1905), XII condesa de Luna[8] (intitulada condesa-duquesa de Luna), VIII condesa de Guara[8] y XV duquesa de Villahermosa.[4]

Casó, en Zarauz, en 1862, con José Manuel de Goyeneche y Gamio, II conde de Guaqui. Sin descendientes. Le sucedió el hijo de José Antonio Azlor de Aragón y Fernández de Córdoba, XI conde del Real, hermano del VII conde de Guara:
- Francisco Javier Aragón-Azlor e Idiáquez (1842-1919), XIII conde de Luna,[8] IX conde de Guara, XVI duque de Villahermosa,[4] VI duque de Granada de Ega, XII marqués de Cortes, VII marqués de Valdetorres, IX conde de Javier, vizconde de Zolina, XVI vizconde de Muruzábal, XXV vizconde de Villanova, y vizconde de Chelva.

Casó, el 12 de octubre de 1871, en Azcoitia, con Isabel María Hurtado de Zaldívar y Heredia, hija de José Manuel Hurtado de Zaldívar y Fernández de Villavicencio, IV conde de Zaldívar, vizconde de Portocarrero y IV marqués de Villavieja. Le sucedió su hijo:
- José Antonio Azlor de Aragón y Hurtado de Zaldívar (Biarritz, 14 de enero de 1873-San Sebastián, 18 de julio de 1960),[10] XIV conde de Luna,[10]  II duque de Luna, X conde de Guara,[10] XIII conde del Real,[3] XVII duque de Villahermosa,[4] VII duque de Granada de Ega, XIII marqués de Cortes, X marqués de Cábrega, VIII marqués de Valdetorres, X conde de Javier, XVIII vizconde de Zolina, XVIII vizconde de Muruzábal y marqués de Narros, gentilhombre grande de España con ejercicio y servidumbre del rey Alfonso XIII y senador.[10]

Casó, en 1906, con María Isabel Guillamas y Caro (1887-1967) XI marquesa de San Felices, VII condesa de Mollina y XI condesa de Villalcázar de Sirga. Le sucedió su hija:
- María del Pilar Azlor de Aragón y Guillamas (San Sebastián, 1 de octubre de 1908-Javier, 7 de agosto de 1996), XV condesa de Luna,[11] XI condesa de Guara, XIV condesa del Real,[3] XVIII duquesa de Villahermosa,[4] III duquesa de Luna, IX duquesa de la Palata, XIV marquesa de Cortes, XI marquesa de Cábrega, IX marquesa de Valdetorres, XI condesa de Javier, XIX vizcondesa de Muruzábal y XIX vizcondesa de Zolina.[11]

Casó con Mariano de Urzáiz Silva Salazar y Carvajal, XII conde del Puerto. Le sucedió su hijo:
- Álvaro Urzáiz y Azlor de Aragón (n. Pedrola, 14 de junio de 1937), XVI conde de Luna,[11] XII conde de Guara, XII marqués de Cábrega,[12] XIX duque de Villahermosa, XV marqués de Cortes, XX vizconde de Muruzábal, X marqués de Narros, XIII conde del Puerto, XIII conde de Javier, XXI vizconde de Zolina y maestrante de Zaragoza.[11]

Este duque no cuenta con descendencia, por lo que su sucesor iba a ser su hermano el duque de Luna pero, debido al cambio en la ley, la sucesión le corresponderá a la única hija de su fallecida hermana mayor, que se llama Marcelina Muguiro y Urzáiz.